# Phosphatgepufferte Salzlösung
Phosphatgepufferte Salzlösung (kurz PBS von englisch phosphate-buffered saline) ist eine Pufferlösung aus der Gruppe der Balanced Salt Solutions, die in der Biochemie verwendet wird. Die Lösung enthält 137 mM Natriumchlorid, 2,7 mM Kaliumchlorid und 12 mM Gesamt-Phosphat (in Form von HPO42− und H2PO4−). Der pH-Wert der eingestellten Pufferlösung ist 7,4. Die Eigenschaft als Pufferlösung ermöglicht das Arbeiten bei diesem konstanten pH-Wert. Durch die verschiedenen Salze besitzt die Lösung den osmotischen Druck des menschlichen Organismus (isotonische Salzlösung).

## Anwendung
PBS hat viele Anwendungen, da die Lösung isotonisch und für Zellen nicht schädlich ist. Es kann dazu benutzt werden, Substanzen zu verdünnen, Zellkulturen zu reinigen oder dient zur Verlängerung der Lebensdauer von immobilisierten Biomolekülen, wie Proteinen oder Enzymen. Additive wie EDTA können zugesetzt werden.

## Zusammensetzung
Ein Liter Lösung enthält:
- 8,0 g Natriumchlorid (NaCl)
- 0,2 g Kaliumchlorid (KCl)
- 1,42 g Dinatriumhydrogenphosphat (Na2HPO4)

oder
1,78 g Dinatriumhydrogenphosphat Dihydrat (Na2HPO4• 2 H2O)
- 0,27 g Kaliumdihydrogenphosphat (KH2PO4)